# Airliners.net
Airliners.net est un site web d'aviation fondé par Johan Lundgren en 1997. C'est l'évolution du site Pictures of Modern Airliners, un site créé en 1994. Le 27 juillet 2007, on annonça l'acquisition d'Airliners.net par Demand Media, une compagine dont le siège social est situé à Santa Monica en Californie Le site a récemment déménagé de Luleå en Suède aux serveurs de Demand Media aux États-Unis.
Le site propose une énorme archive de photos, des forums de discussion, une salle de chat et une section où l'on propose des informations et un peu d'histoire sur les avions. Le site prétend être le plus gros site d'aviation au monde avec plus de trois millions de pages consultées et 200 000 visiteurs uniques par jour.

## Caractéristiques

### Photos

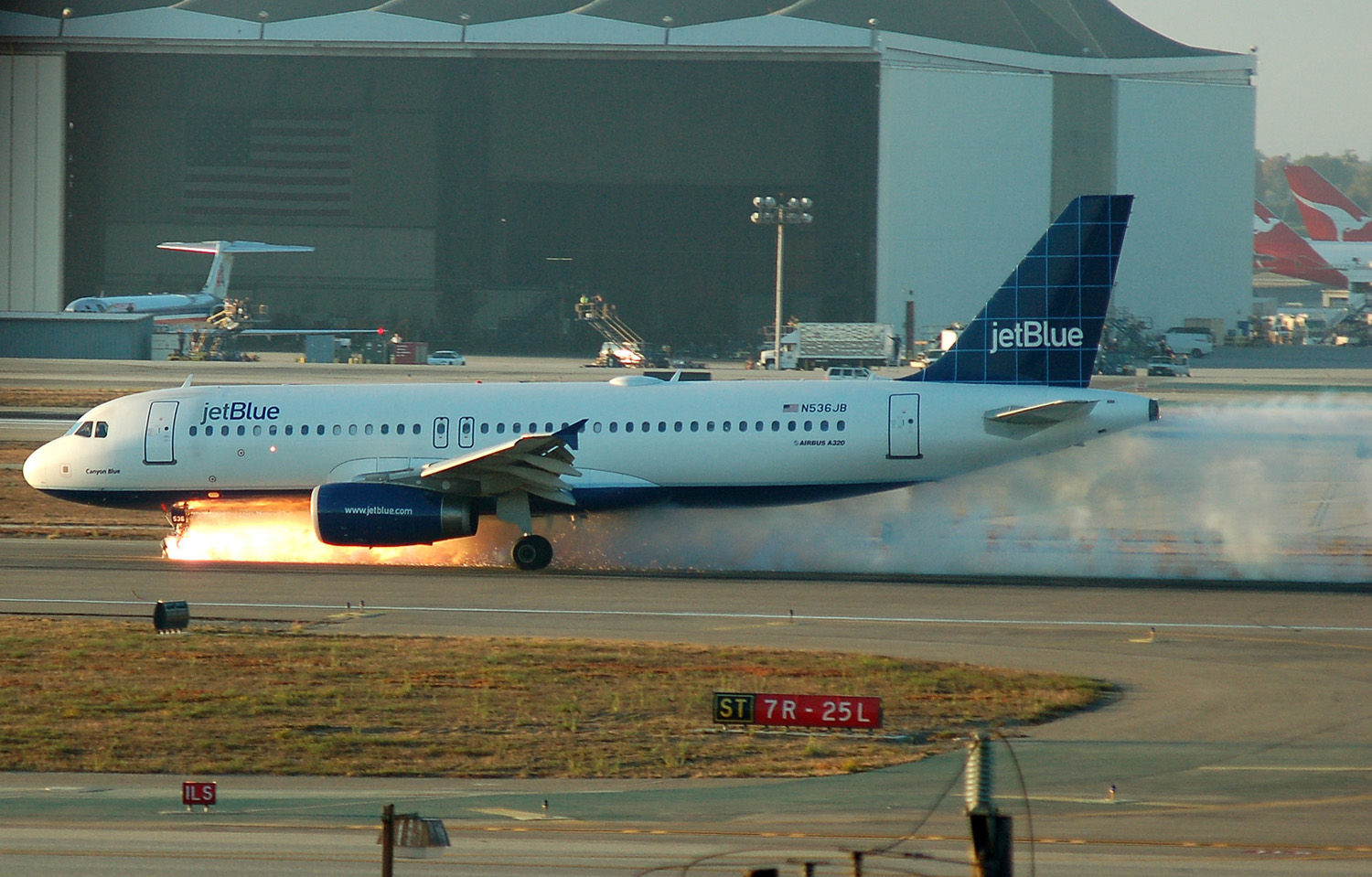
Photo de l'incident du vol 292 de JetBlue Airways se retrouvant sur Airliners.net

L'archive photo du site contient plus de 3 647 776 photos d'avions au 9 mars 2025 (la marque du million de photos fut atteinte en mars 2006). De l'information sur l'avion principal de chaque photo est disponible. Une recherche de la base de données peut être effectuée en tenant compte de plusieurs critères tels que l'immatriculation de l'avion, la location, le type de photo, le nom de la compagnie aérienne et celui du photographe. Pour assurer une qualité élevée des photographies, celles-ci sont évaluées par des employés (ou bénévoles) du site avant d'être acceptées. De plus, les photos peuvent être commentés, recevoir une note sur 5 et même être achetées par les visiteurs.

### Forums
Les forums de discussion sont séparés en sections telles que l'aviation civile, l'aviation militaire et l'espace ainsi qu'opérations et technique. En date d'avril 2007, il y avait plus de 50 000 membres et le forum d'aviation civile avait passé le cap des 3 millions de contributions. Des modérateurs du forum sont des bénévoles qui répartissent leur temps entre la supervision et la gérance du forum. En plus des forums de discussion, une salle de chat est gérée par d'autres modérateurs. Les nouveaux utilisateurs doivent soit payer un abonnement à vie de 25 $ US pour joindre les forums de discussion ou encore joindre la "First Class" et débourser 5 $ par mois, ce qui permet d'accéder à des photos plein-écran  et une navigation sans publicité. Si un utilisateur décide d'annuler son inscription à la "First Class", Airliners.net réserve le nom du compte au cas où l'utilisateur voudrait joindre à nouveau Airliners.net. Le compte et les contributions du forum demeureraient alors intacts.
En plus de l'archive photo et des forums, le site propose aussi des articles concernant l'aviation et a un service automatique de nouvelles qui recense les nouvelles du monde de l'aviation à travers le monde, qui maintient une base de données sur plusieurs types d'avions (basé sur The International Directory of Civil Aircraft par Gerard Frawley) et qui héberge un service de réservations de vols et hôtels.

### Nouveau design
Le 29 mai 2008, Demand Media introduit plusieurs modifications majeures à l'apparence du site. Depuis la création du site, nul changement ne fut aussi important. Parmi les modifications apportées, on retrouve une nouvelle page d'accueil ainsi que la possibilité de choisir la couleur de l'image de fond, et ce, sur toutes les pages du site. Très tôt, il apparait clair qu'un grand nombre des membres actifs du forum n'aime pas cette mise à jour. Certains affirment que la nouvelle disposition des éléments donne une impression d'encombrement en comparaison avec l'ancien design. Plusieurs discussions furent entamées dans la section "Site Related" du forum afin de solliciter une réflexion à propos du nouveau design, mais toutes ont été supprimées ou rendues inaccessibles par les modérateurs. Depuis, une pétition en ligne a été créé par un utilisateur d'Airliners.net, celle-ci demandant à Demand Media de revenir à l'ancien design.

## Sites affiliés
Airliners.net a un site affilié, MyAviation.net, qui accepte toutes les photos et qui inclut maintenant les photos qui ne respectent pas les standards de qualité de Airliners.net. D'autres sites, au design semblable sont Cardatabase.net et Modified Airliner Photos, qui présentent des photographies d'automobiles et d'avions modifiés avec Photoshop, respectivement. Un site offrant des vidéos d'aviation est aussi affilié.

## Rassemblements de membres
Les membres d'Airliners.net organisent souvent des rassemblements dans différents aéroports autour du monde. De gros rassemblements ont eu lieu à Amsterdam, Copenhague, Manchester, Madrid/Las Palmas, Los Angeles, Las Vegas, et Toronto. Dans certains rassemblements, les participants ne sur la photographie et le repérage, mais dans d'autres, comme à Zürich, on a inclus un tour guidé de l'aéroport. Aussi, plusieurs rencontres ne sont pas nécessairement axées sur l'aviation, mais plutôt sur les lieux, l'environnement et les attractions du milieu. À ce jour, des rencontres de ce type ont été tenues à Svalbard et Reykjavik.
Le groupe indien est l'un des groupes les plus actifs des forums d'Airliners.net. Les utilisateurs indiens d'Airliners.net ont des rendez-vous et des rencontres d'observation d'avions à Mumbai.